# Noah Söderberg
Noah Söderberg (* 21. August 2001 in Borås) ist ein schwedischer Fußballspieler, der aktuell bei IF Elfsborg unter Vertrag steht.

## Karriere

### Verein
Söderberg begann seine fußballerische Karriere bei IF Elfsborg, wo er bis 2020 in der Jugend spielte. In der Saison 2018/19 spielte er viermal in der UEFA Youth League unter anderem gegen den FC Chelsea. In der Folgesaison spielte er zweimal in der Youth League, stand aber auch bereits im Kader der Allsvenskan. Gegen Kalmar FF debütierte er in der ersten Liga, nachdem er in der 80. Minute für Per Frick eingewechselt wurde. Am 29. Juli 2021 debütierte er international in der Qualifikation zur Europa Conference League, als er im Rückspiel bei einem 5:0-Sieg über den FC Milsami eine halbe Stunde vor Abpfiff eingewechselt wurde.

### Nationalmannschaft
Im Juni 2019 spielte er einmal für die U18-Junioren der Schweden.